# Guma Aguiar
Guma Leandro Aguiar (Rio de Janeiro, 31 de maio de 1977 – desapareceu em 19 de junho de 2012; declarado legalmente morto em 29 de janeiro de 2015) é um empresário milionário nascido no Brasil e que divide seu tempo nos Estados Unidos e em Israel. Guma Aguiar é reconhecido por sua filantropia na qual deu apoio a diversas causas judaicas, incluindo a Nefesh B'Nefesh (uma organização que apoia a imigração de judeus dos Estados Unidos e Reino Unido para Israel) e a March of the Living (um programa educacional anual judaico na qual trás estudantes do mundo todo para a Polônia para estudar sobre os acontecimentos do holocausto). Em julho de 2009, Guma investiu US$4 milhões em apoio ao Beitar Jerusalem FC

## Vida Pessoal
Guma Aguiar nasceu no Rio de Janeiro de mãe judia, apesar de ter crescido como cristão. Sua família foi para os Estados Unidos quando ele tinha apenas 2 anos. Com 26 anos, Aguiar voltou para o judaísmo graças ao Rabino Tovia Singer.
 Ele vive boa parte do ano em Yemin Moshe, Jerusalém. Em seu resto do tempo ele vive na Flórida, Estados Unidos.

Em 20 de junho de 2012, Guma foi dado como desaparecido enquanto navegava.